# Euchaetes crassipyga
Euchaetes crassipyga là một loài bướm đêm thuộc phân họ Arctiinae, họ Erebidae.